# Scherif El Razek
Scherif Abd El Razek (* 12. April 1995) ist ein österreichischer Fußballspieler ägyptischer Herkunft.

## Karriere
El Razek begann seine Karriere beim Landstraßer AC. 2004 kam er in die Jugend des VfB Admira Wacker Mödling. Danach spielte er noch für die SV Schwechat, den First Vienna FC, den SR Donaufeld Wien und den SC Team Wiener Linien.
In der Winterpause der Saison 2011/12 wechselte er zum SC Columbia Floridsdorf. Im Mai 2012 debütierte er für die erste Mannschaft von Columbia in der Regionalliga, als er am 28. Spieltag jener Saison gegen die Amateure des SK Rapid Wien in der 67. Minute für Stefan Fürst eingewechselt wurde. Am 30. Spieltag stand er gegen die Amateure des FC Admira Wacker Mödling erstmals in der Startelf. Mit Columbia Floridsdorf stieg er zu Saisonende aus der Regionalliga ab.
Daraufhin wechselte er zur Saison 2012/13 zum Regionalligisten 1. Simmeringer SC. Auch mit Simmering stieg er 2013 aus der Regionalliga ab. Im Jänner 2014 wechselte El Razek zum fünftklassigen SC Klosterneuburg 1912. Nach der Saison 2013/14 verließ er Klosterneuburg.
Nach mehreren Jahren ohne Verein wechselte er im Jänner 2017 nach Ägypten zum erstklassigen El Entag El Harby SC. Im Februar 2017 debütierte er in der Egyptian Premier League, als er am 18. Spieltag der Saison 2016/17 gegen den al Zamalek SC in der 34. Minute für Mohamed Mohsen eingewechselt wurde. Insgesamt absolvierte er zwei Spiele für Entag El Harby in der höchsten ägyptischen Spielklasse.
In der Winterpause der Saison 2017/18 wechselte El Razek in die Slowakei zum Zweitligisten ŠKF Sereď. Mit Sereď stieg er zu Saisonende in die Fortuna liga auf. Nach dem Aufstieg verließ er die Slowaken. Nach zwei Saisonen ohne Verein kehrte er zur Saison 2020/21 nach Österreich zurück und wechselte zum Regionalligisten 1. Wiener Neustädter SC. Zur Winterpause 2020/21 war er bereits wieder vereinslos. Nach einem halben Jahr ohne Verein wechselte er zur Saison 2021/22 zum Ligakonkurrenten FC Mauerwerk.